# Solna station
Solna station är en järnvägsstation i stadsdelen Hagalund inom Solna kommun som ligger 5,1 kilometer norr om Stockholms centralstation på Ostkustbanan vid norra mynningen av de 500 meter långa Solnatunnlarna. Stationen trafikeras huvudsakligen av Stockholms pendeltåg men även vissa av SJ:s och VR:s snabbtåg till Göteborg. I anslutning till stationen finns också en spårvagnshållplats som hör till Tvärbanan samt busshållplatser. I närheten ligger även Arenastaden med Strawberry Arena och Mall of Scandinavia.

## Järnvägsstationen
Stationen har en mittplattform med två utgångar: Den södra mot Råsundavägen och den norra mot Målbron som förbinder Frösunda med Arenastaden. Den norra uppgången togs i bruk den 9 oktober 2013 inför landskampen Sverige-Österrike dagen efter. Den ersatte en tidigare stängd entré för att minska gångavståndet till Strawberry Arena.
Det var år 2021 cirka 11 000 påstigande och ungefär lika många avstigande på pendeltågen en vanlig vintervardag. Dessutom har spårvagnshållplatsen cirka 3 100 och busshållplatsen cirka 1 800 påstigande per vardag.
Den 2 mars 2020 började dåvarande MTRX, nuvarande VR Snabbtåg Sverige, köra fjärrtåg från Solna via Stockholm till Göteborg, dock endast fåtal avgångar per dag. Året efter började även SJ att köra enstaka avgångar med X 2000 mellan Solna och Göteborg. 

## Spårvagnshållplatsen
Spårvagnshållplatsen Solna station ligger vid Frösundaleden, på cirka 150 meters gångavstånd sydväst om pendeltågsstationen. Den är ändhållplats för Tvärbanan.

## Busshållplatsen
Busshållplatsen ligger på Frösundaleden något öster om dess bro över järnvägsstationen.

## Historia och utveckling
Stationen öppnades år 1911, då med namnet Hagalund, och ersatte då en tidigare station med det namnet i samband med en linjeomläggning. Namnändring till ”Solna” skedde år 1955.
I samband med byggandet av Friends Arena, nuvarande Strawberry Arena, med omkringliggande stadsområden, Arenastaden, flyttades den norra stationsentrén ett hundratal meter norrut för att minska gångavståndet till arenan (till cirka 600 meter) och dess omgivning. Spårvägen Tvärbanan från Alvik och södra Stockholm går sedan augusti 2014 hit. Därifrån är det runt 900 meter att gå till Strawberry Arena.

## Galleri

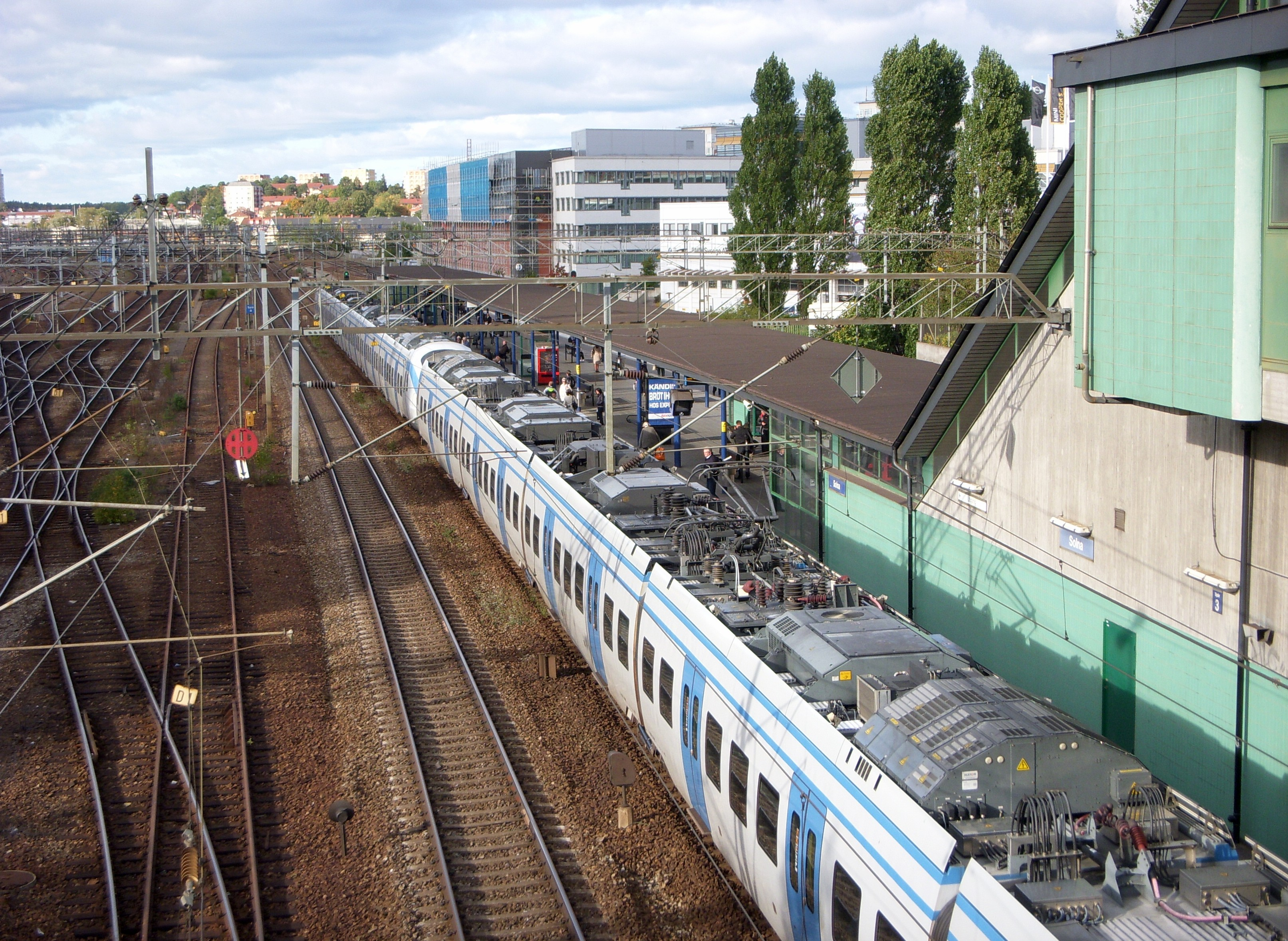
Solna station
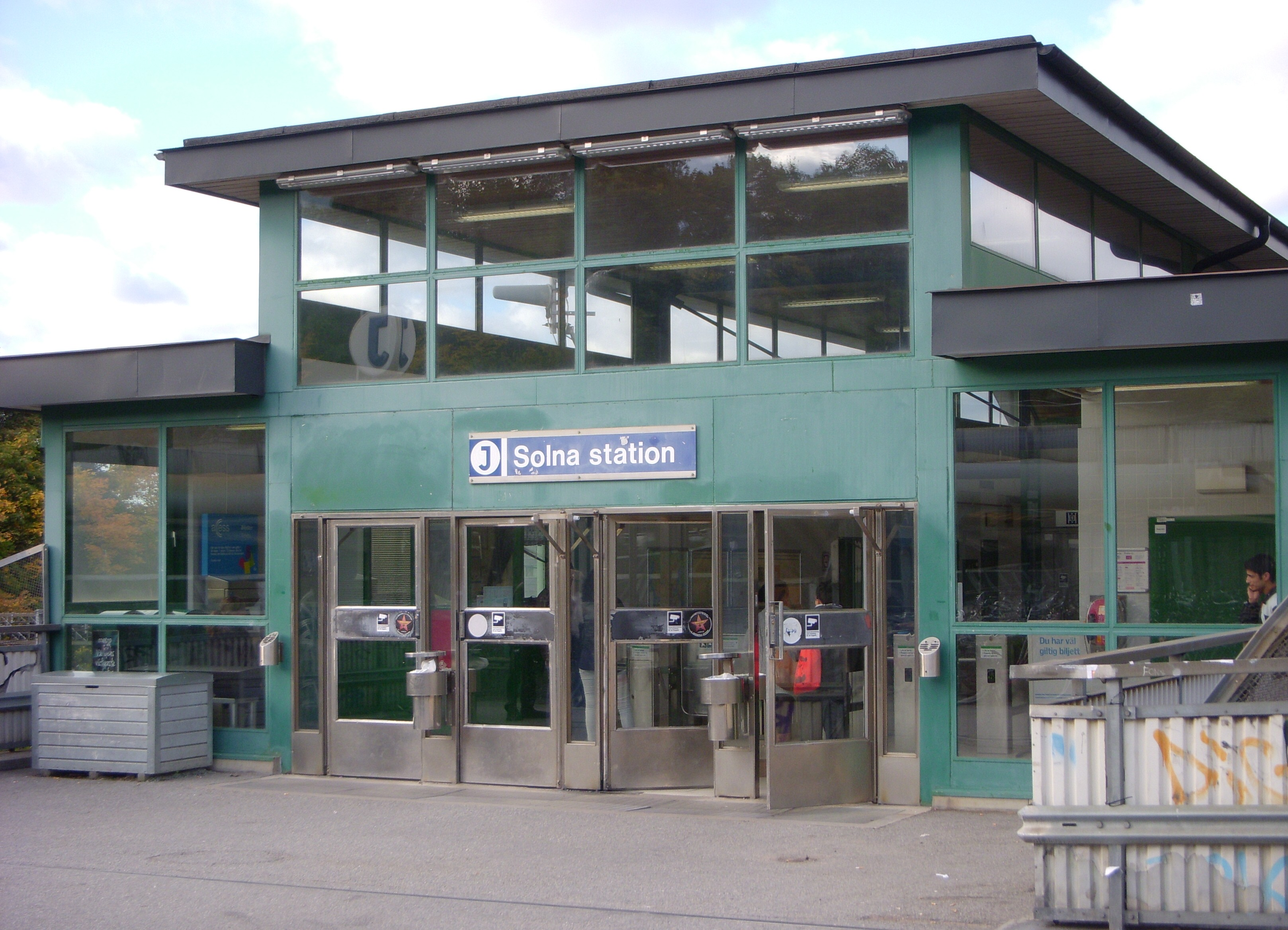
Ingången till stationen 2009
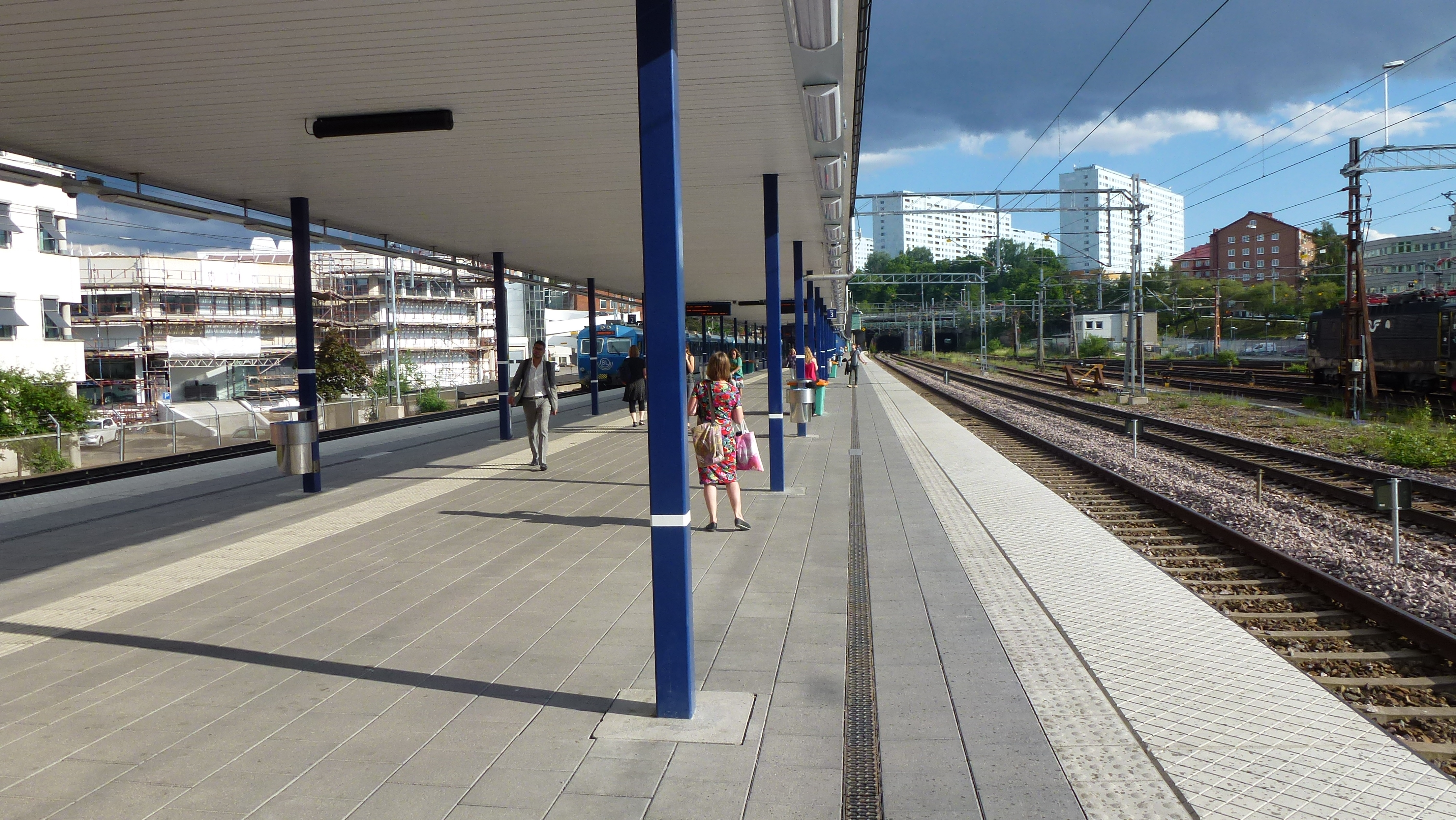
Perrongen.
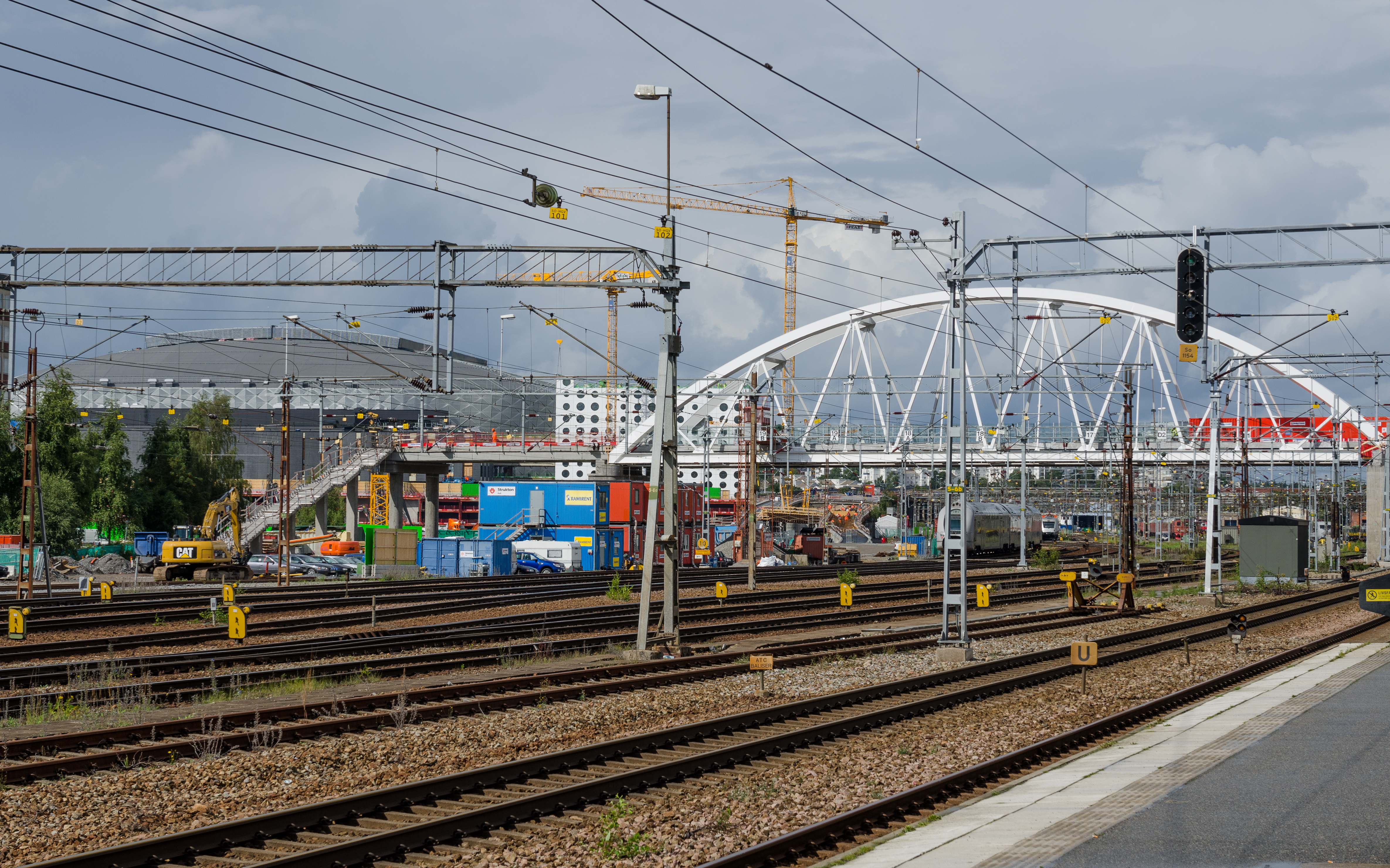
Vy från perrongen 2012 mot den nya Friends Arena och gångbron som ska förbinda stationen med arenaområdet.
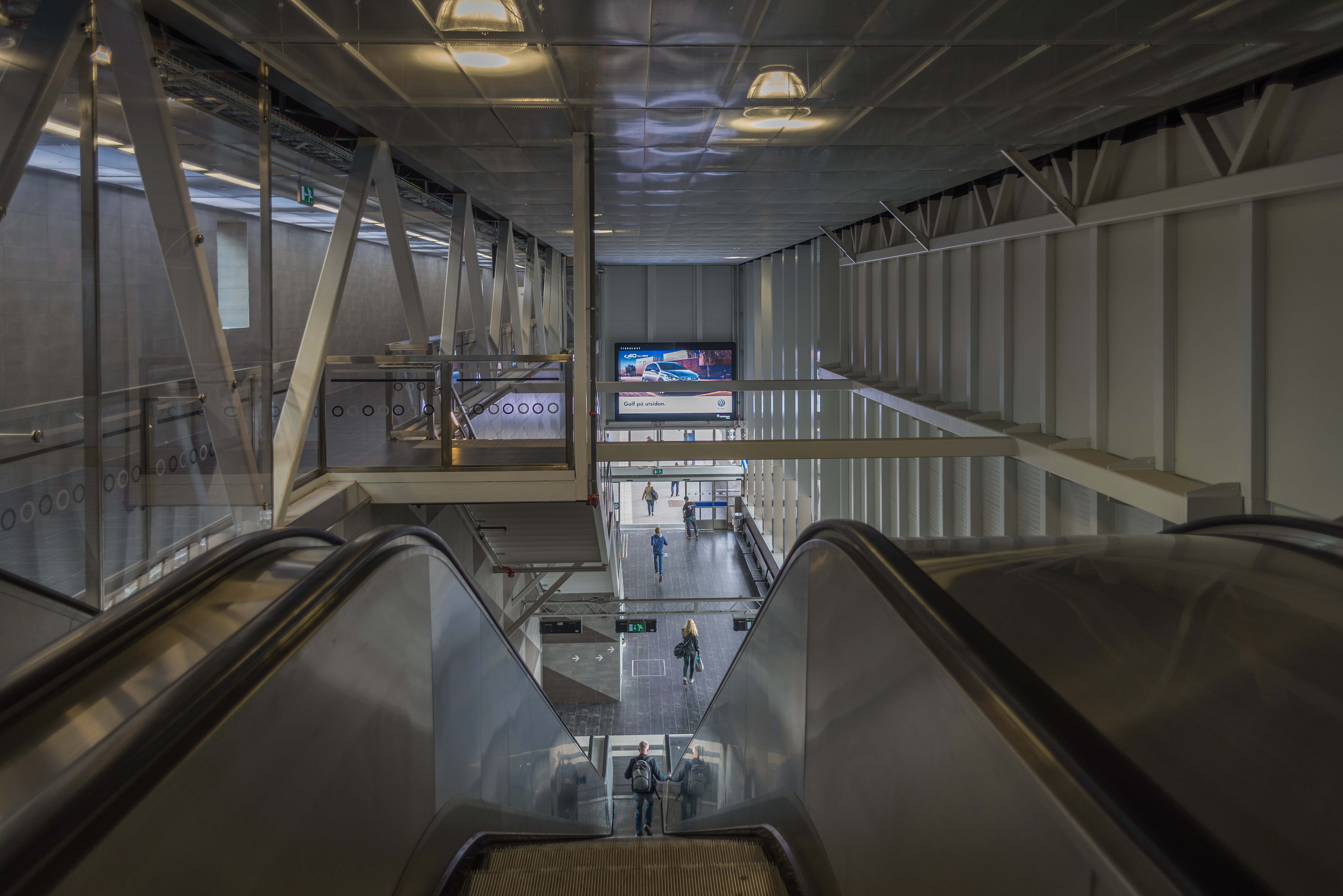
Den nya norra utgången.
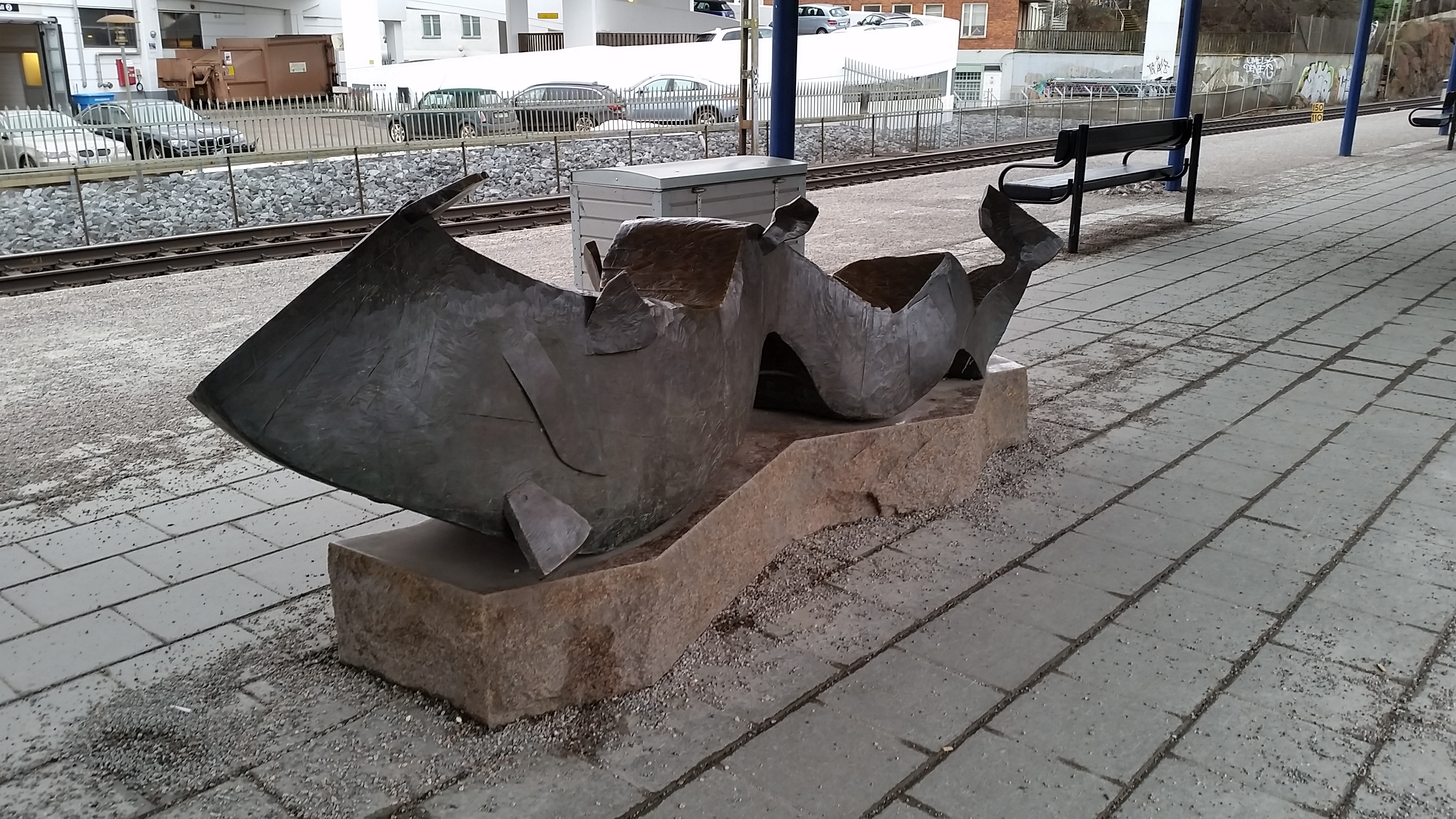
En av tre skulpturer av Olle Brand som återfinns på stationen.